# نادر سراج
محمد نادر سراج (مواليد سنة 1948 ببيروت) هو أكاديمي وباحث ومترجم لبناني.

## مسيرته
وُلد نادر سراج سنة 1948 بمدينة بيروت، حاز على شهادة الدكتوراه في اللسانيات من جامعة باريس 3 - السوربون الجديدة. عمل أستاذا زائرا في جامعات صنعاء وسانت إتيان وهايدلبرغ، وفي دائرة اللغة العربية ولغات الشرق الأدنى في الجامعة الأميركية في بيروت (2017)، كما شغل منصب أستاذ جامعي لمادة فن التواصل في كلية فؤاد شهاب للقيادة والأركان. درّس اللسانيات العامة واللسانيات الاجتماعية وفقه اللغة والترجمة والتعريب، وألّف عدة كتب بين مترجم ومؤلف بالعربية والفرنسية.

### أعماله[4]
كتب
- 2007: حوار اللغات؛ مدخل إلى تبسيط المفاهيم اللسانية الوظيفية - أندريه مارتينه وهنرييت فالتير
- 2008: خطاب الرشوة؛ دراسة لغوية اجتماعية
- 2010: تراث بيروت في الحفظ والصون
- 2011: الشباب ولغة العصر - دراسة لسانية اجتماعية
- 2013: أفندي الغلغول 1854-1940، شاهد على تحولات بيروت خلال قرن
- 2014: مصر الثورة وشعارات شبابها؛ دراسة لسانية في عفوية التعبير
- 2017: البيت - السوسيولوجيا واللغة والعمران - دراسة لسانية تطبيقية
- 2018: الخطاب الاحتجاجي: دراسة تحليلية في شعارات الحراك المدني
- 2020: العربية المحكية في لبنان: ألفاظ وعبارات من حياة الناس (سلسلة دراسات معجمية ولسانية)

ترجمات
- 2009: وظيفة الألسن وديناميتها، للّساني الفرنسي أندريه مارتنيه

### جوائز
فاز نادر سراج بجائزة «أهم كتاب عربي للسنة 2013» عن كتابه «الشباب ولغة العصر - دراسة لسانية اجتماعية»، التي منحته إياها مؤسسة الفكر العربي في دورتها الـ12، خلال مؤتمرها السنوي «فكر12» الذي نظمته في مدينة دبي، كون الكتاب عملاً رائداً للدراسات اللسانية الاجتماعية وكتاباً تأسيساً في مجاله.